# Sadeness (Part I)
«Sadeness (Part I)» — песня, написанная в 1990 году музыкальным проектом Enigma. Сингл стал первым релизом, выпущенным с альбома MCMXC a.D..
Это самый известный трек Enigma. Немедленно вспыхнувший интерес, благодаря как новому музыкальному стилю, так и загадочности создателя, способствовал продаже около 10 миллионов копий сингла по всему миру, а также лидерству в хит-парадах 24 стран.
Среди ремиксов, вошедшие в сингл — короткий «Meditation Mix», который позднее появится в «MCMXC a.D. The Limited Edition», «Extended Trance Mix», содержащий дополнительную строку текста, а также «Violent U.S. Remix». Последний является сильно переработанной версией, характеризующейся звуками грозы, тяжелым ритмом и эффектной инструментовкой. Американская версия сингла, которая имеет несколько отличающуюся обложку, также содержит оригинальное григорианское пение, не связанное ни с каким треком Enigma.

## Список композиций
Maxi-CD Single (GERMANY)
- Radio Edit
- Violent US Remix
- Extended Trance Mix
- Meditation Mix

Maxi-CD Single (HOLLAND)
- Radio Edit
- Violent US Remix
- Extended Trance Mix
- Meditation Mix

Promotional/DJ CD single (США)
- Sadness Part I [Radio Edit]

Maxi-CD Single (США)
- Sadeness (Part I) [violent u.s. remix] (5:03)
- Sadeness (Part I) [meditation mix] (3:01)
- Sadeness (Part I) [extended trance mix] (5:04)
- Sadeness (Part I) [radio edit] (4:17)
- Introit: Benedicta sit sancta Trinitas (3:04)

Promotional/DJ CD Single (Япония)
- Sadeness (Part I) [ebi-kuma mix]
- Sadeness (Part I) [meditation mix]

Promotional/DJ 3’CD Single (Япония)
- Sadness Part I (Radio Edit)
- Sadness Part I (Extended Trance Mix)

3’CD Single (Япония)
- Sadness Part I (Radio Edit)
- Sadness Part I (Extended Trance Mix)

Maxi-CD Single (Англия)
- Sadness Part I (Radio Edit)
- Sadness Part I (Extended Trance Mix)
- Sadness Part I (Meditation Mix)
- Sadness Part I (Violent U.S. Mix)

Promotional Bonus CD Single (Испания)
- Sadeness 4:20
- Sadeness 2:50

12" винил (Германия)
- A1:Sadeness (Part I) [extended trance mix]
- 2:Sadeness (Part I) [meditation mix]
- B1:Sadeness (Part I) [violent u.s. remix]
- 2:Sadeness (Part I) [radio edit]

7" винил (Германия)
- A: Sadeness Part I (Radio Edit)
- B: Sadeness Part I (Meditation Mix)

7" винил (Англия)
- A: Sadness Part I (Radio Edit)
- B: Sadness Part I (Meditation Mix)

UK Promo 8"
- Sadeness [edited without catholic chant version]